# فجوة (تضاريس)

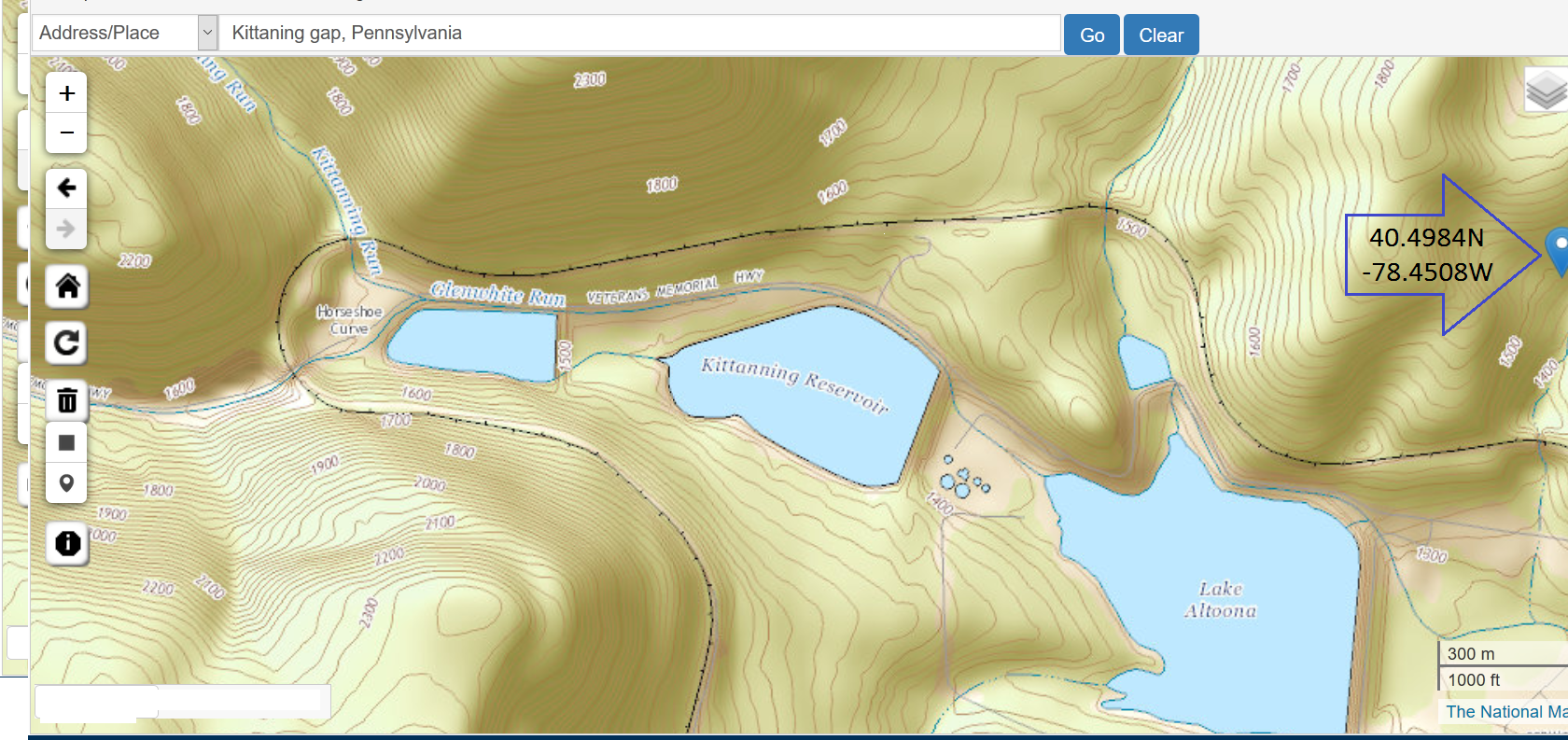

الفجوة أو الإفجيج هي تكوين أرضي يكون نقطة منخفضة أو فرجة بين التلال أو الجبال أو في نتوء جبلي أو سلسلة جبال . قد يطلق عليه اسم فج أو ثلم أو ممر جبلي أو سرج أو فجوة مائية أو فجوة رياح. يعلل علم تشكل الأرض تشكل الفجوة تيارًا مائيًا أو نهرًا ينحتها عن طريق التعرية. غالبًا ما تكون الفجوات التي أحدثها الجليد خالية من الماء خلال معظم العا، حيث تعتمد تياراتها على ماء جليد منصر في كتلة الثلج. عادة ما يكون للفجوات المسببة من الينابيع الصغيرة تيارًا مائيًا صغيرًا باستثناء ربما خلال الأجزاء الأكثر جفافاً من العام.